# Ірод Антипа
Ірод Антипа (грец. Ἡρῴδης Ἀντίπατρος; 20 до н. е. — 39) — тетрарх римської провінції Галілея на півночі Палестини у 4 до н. е. — 39 роках, син Ірода Великого від четвертого шлюбу з Мальтаке.

## Біографія
Ірод Антипас був другим сином Ірода Великого з його четвертого шлюбу з самаритянкою Мальтаке. Разом із братами Іродом Архелаєм та Іродом Филипом II (сином Клеопатри Єрусалимської та Ірода Великого) отримав освіту і виховання у Римі. Після смерті батька у 4 р. до н. е., за його заповітом Іроду Антипасу дісталась четверта частина володінь батька, звідси прозваний «четвертовласником». Імператор Октавіан затвердив заповіт Ірода Великого та розділення царства на тетрархію поміж його трьох синів та сестри Саломеї. Етнархом Юдеї і Самарії призначений Архелаєм та тетрархами Ірод Антипас у Галілеї і Переї і Ірод Филип ІІ у Ітуреї, Трахонітській області, Батанеї та Аврані. Ірод Антипас обрав місто Сепфоріс своєю столицею. Він засновує у 16 р. місто Тиверіада на березі Генезаретського озера назване на честь римського імператора Тиберія та переносить у нього столицю своїх володінь.
Ірод Антипас закохався у Іродіаду. Іродіада мала свій перший шлюб із Іродом Боетом братом Ірода Антипаса, відповідно сином Ірода Великого та водночас її рідним дядьком (її батько — Арістобул). У цьому шлюбі і була народжена Саломія. Ірод Боет не був згаданий у заповіті Ірода Великого († 4 р. до н. е.) та жив приватним життям за що і отримав назву Боетос — Безземельний. Ірод Антипас виганяє свою дружину, дочку царя набатеїв Арети, ув'язнює її у Махероні та одружується на Іродіаді. За ці дії він попадає під нищівну критику Івана Хрестителя. Ірод Антипа також ув'язнює Івана Хрестителя у Махероні, та страчує його. Скривджений тесть і цар набатеїв Арета IV, за скоєне безчестя пішов війною на Антипу та розбив його військо.
У 38 році Ірод Антипас прибув у Рим просити імператора Калігулу про одержання титулу царя, але замість цього був знятий з посади та засланий у південну Галлію. Іродіада вирушила за ним. За Йосипом Флавієм Ірод Антипас помер, а за Діоном Кассієм був вбитий.

## Ірод Антипа у Біблії

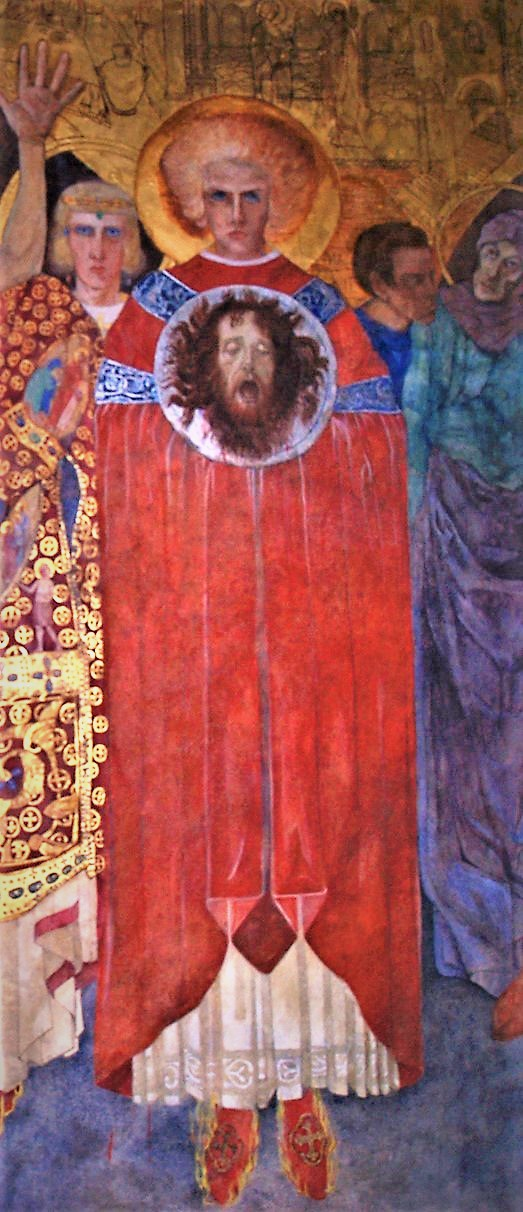
Ірод Антипас з головою Іоана Хрестителя. Вірменський собор святої Трійці, Львів,

Згаданий у євангельських текстах. За біблійним текстом, розлучився з дружиною, щоб одружитися зі своєю племінницею Іродіадою, що змусила свою дочку Саломею попросити голову Іоанна Хрестителя. Понтій Пілат привів до нього Ісуса, коли довідався, що той прийшов з Галілеї, яка перебувала під владою Ірода, але Ірод відіслав Ісуса, не давши йому ніякого вердикту.
Ірод Антипа названий у Євангеліях завжди лише Ірод, цар Ірод чи Ірод Тетрарх (четверовласник): Мт. 14.1, Мр. 6.14, Лк. 3.1, 9.7, 13.31, 23.7. Лише з часом до імені Ірод стали додавати Антипас для відокремлення його імені від імені його батька. Прізвисько Антипас є скороченням від Антипатрос, що означає «намісник батька». Саме ім'я Антипас зустрічається у Біблії лише раз у Об'явленні Івана Богослова — Об. 2.13 як ім'я ранньохристиянського мученика.